# 薩克薩帕霍 (北卡羅萊納州)
薩克薩帕霍（英語：Saxapahaw）是位於美國北卡羅萊納州阿拉曼斯縣的普查規定居民點。

## 人口
根據2020年美國人口普查的數據，薩克薩帕霍的面積為14.29平方千米，當中陸地面積為13.43平方千米，而水域面積為0.86平方千米。當地共有人口1671人，而人口密度為每平方千米116.93人。